# Stade de la Source
El Stade de la Source, inaugurado en 1976, es un estadio francés situado en el barrio de La Source en el extremo sureste de la ciudad de Orleans, en Loiret. Alberga los partidos en casa del club de fútbol US Orleans. También incluye una sección de atletismo con pista y área de lanzamiento.

## Presentación
La capacidad del estadio es de aproximadamente 8.500 espectadores. La tribuna de honor levantada cuando se inauguró el estadio en 1976 tiene 1.851 asientos, incluidos trece palcos y una barra de refrescos. Un segundo bar y una tienda se inauguraron al inicio de la temporada 2011-2012.El estadio cuenta con una segunda grada, la grada Marc Vagner, con 3.577 asientos, de los cuales 30 reservados para personas con movilidad reducida y 332 reservados para visitantes. En 2014, el estadio se equipó con una tercera grada en el lado norte, la grada de Orléans, con 1.435 asientos. El sur del estadio detrás de las porterías está formado por básculas puente.
El récord de asistencia fue de 12.000 espectadores, en el partido del US Orleans contra el Paris FC en las semifinales de la Copa de Francia de 1980.
Desde noviembre de 2011, el estadio cuenta con una cancha sintética para entrenamientos.
En la primavera de 2014, con motivo del ascenso de la US Orleans en la Ligue 2, se acometieron obras para adecuarlo a un estándar estimado en 6 millones de euros. Desde julio de 2014, el estadio está equipado con una nueva tribuna de 1.435 asientos en la parte norte lateral, denominada tribuna de Orléans, aumentando el aforo del estadio de 3.800 a 5.300.
En el invierno de 2015, se llevaron a cabo obras adicionales para ampliar el recinto. Se trata de la grada de Marc Vagner que ha sido renovada y ampliada en ambos extremos del campo con 1.500 asientos adicionales, aumentando el aforo del estadio de 5.300 a 6.800 espectadores.
El mal estado del césped es motivo de descontento desde hace años para jugadores y responsables del club que no se sienten respaldados por el ayuntamiento. El ayuntamiento anunció en la primavera de 2015 que tenía la intención de realizar trabajos de “scalping” en el verano de 2015 para acabar con los problemas de drenaje del césped. Tal y como se prometió, y a pesar del descenso del club a nivel nacional, se acometió la renovación completa del terreno de juego con el desbroce del césped y la construcción de un nuevo drenaje. En opinión de todos, este trabajo es un éxito y permite a los jugadores de club jugar ahora en un césped muy bonito.
Durante el verano de 2018 también se llevaron a cabo trabajos de remodelación alrededor de la tribuna.
En diciembre del mismo año, con motivo del encuentro de los octavos de final de la Copa de la Liga de Francia 2018-19, el US Orleans recibió al Paris Saint-Germain FC el martes 18 de diciembre. Aguas arriba, para hacer frente a la asistencia excepcional esperada, el club y la ciudad de Orleans han trabajado para ampliar el estadio agregando dos gradas temporales. La más grande, con una capacidad de 960 asientos, se agregó en el lado sur en lugar de las básculas puente, mientras que otra tribuna más pequeña, con 444 asientos, se agregó al este de la tribuna de Orléans. Para la aprobación de las gradas, el comité de seguridad da su acuerdo cuatro días antes del inicio del partido y solo una hora antes de la venta de entradas al público en general. Estas obras aumentan temporalmente el aforo del estadio hasta las 8.200 localidades.
A finales de mayo de 2020, el municipio de Orleans emprendió obras por valor de 1,5 millones de euros para cambiar el césped del estadio. Allí se instala entonces un césped híbrido que debe asegurar, según el asistente deportivo de la ciudad, “la calidad del juego y del rendimiento, la comodidad de los jugadores”.

## Acceso
El Stade de la Source cuenta con las líneas 13, 40 y 41 de la red de autobuses de transporte de la conurbación de Orleans en las paradas Théâtre Philippe y Beaumarchais y con la línea A de tranvía en la estación L'Indien ubicada en la entrada sur del recinto.
El estadio también está cerca de las paradas de las líneas 5, 7A y 19 de la red Rémi que da servicio al distrito de Orléans-la-Source.

## Eventos
- Partido de ida de semifinales de la Copa de Francia de Fútbol 1979-1980: en esta ocasión, el Stade de la Source registró su récord de asistencia (12.000 aficionados) El 30 de mayo de 1980 contra el Paris FC, US Orleans se clasificó para la final y perdió ante el AS Monaco.
- Octavos de final de la Copa de la Liga: el 18 de diciembre de 2018, la US Orleans recibe al Paris Saint-Germain FC, donde juegan el francés Kylian Mbappé, el italiano Gianluigi Buffon, el argentino Ángel Di María y el brasileño Dani Alves. PSG gana 2-1, 7.812 espectadores asisten al partido, lo que representa un récord del siglo XXI para el estadio;
- Senegal - Bolivia, partido amistoso: el 24 de septiembre de 2022, el Stade de la Source recibe a la selección de Senegal, vigente campeona de África 2022 frente a la selección boliviana. El estadio está lleno y se agotaron las entradas con una asistencia de alrededor de 7.000 a 8.000 seguidores. Senegal gana 2-0 gracias a los goles de Sadio Mané y Boulaye Dia.[9]
- Final de la Copa Femenina de Francia 2022-2023: el estadio acogerá la final de la competición el sábado 13 de mayo de 2023.[10]

## Selección femenina de Francia
La selección femenina de Francia disputó cinco partidos en el estadio La Source:
- 8 de marzo de 2000 (¿2001?), partido amistoso: Francia-China (0-1);
- 4 de julio de 2012, partido amistoso: Francia-Rumanía (6-0);[13]
- 25 de mayo de 2019, partido amistoso: Francia-Tailandia (3-0);[14]
- 23 de octubre de 2020, Clasificación para la Eurocopa Femenina 2022: Francia - Macedonia del Norte (11-0);[15]
- 1 de julio de 2022, partido de preparación para la Eurocopa Femenina 2022: Francia - Vietnam (7-0).[16]

## Galería
| Tribuna Marc Vagner | Tribuna norte | Tribuna Bernard Ranoul |